# Сан-Матеуш-да-Кальета
Сан-Матеуш-да-Кальета (порт. São Mateus da Calheta) — район (фрегезия) в Португалии, входит в округ Азорские острова. Расположен на острове Терсейра. Является составной частью муниципалитета Ангра-ду-Эроижму. Население составляет 3343 человека на 2001 год. Занимает площадь 6,29 км².
Покровителем района считается Левий Матфей (порт. São Mateus).

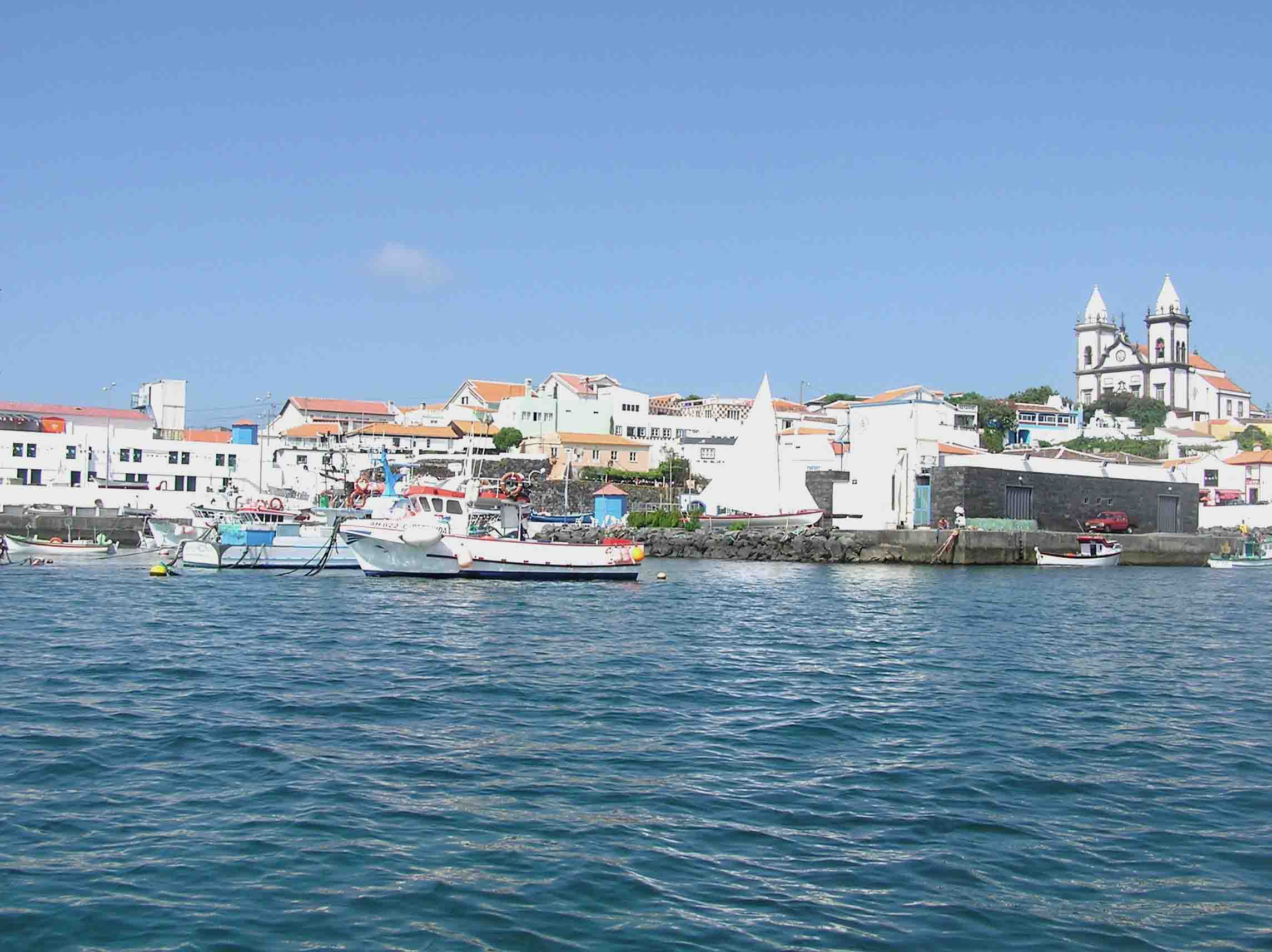